# Lespéron

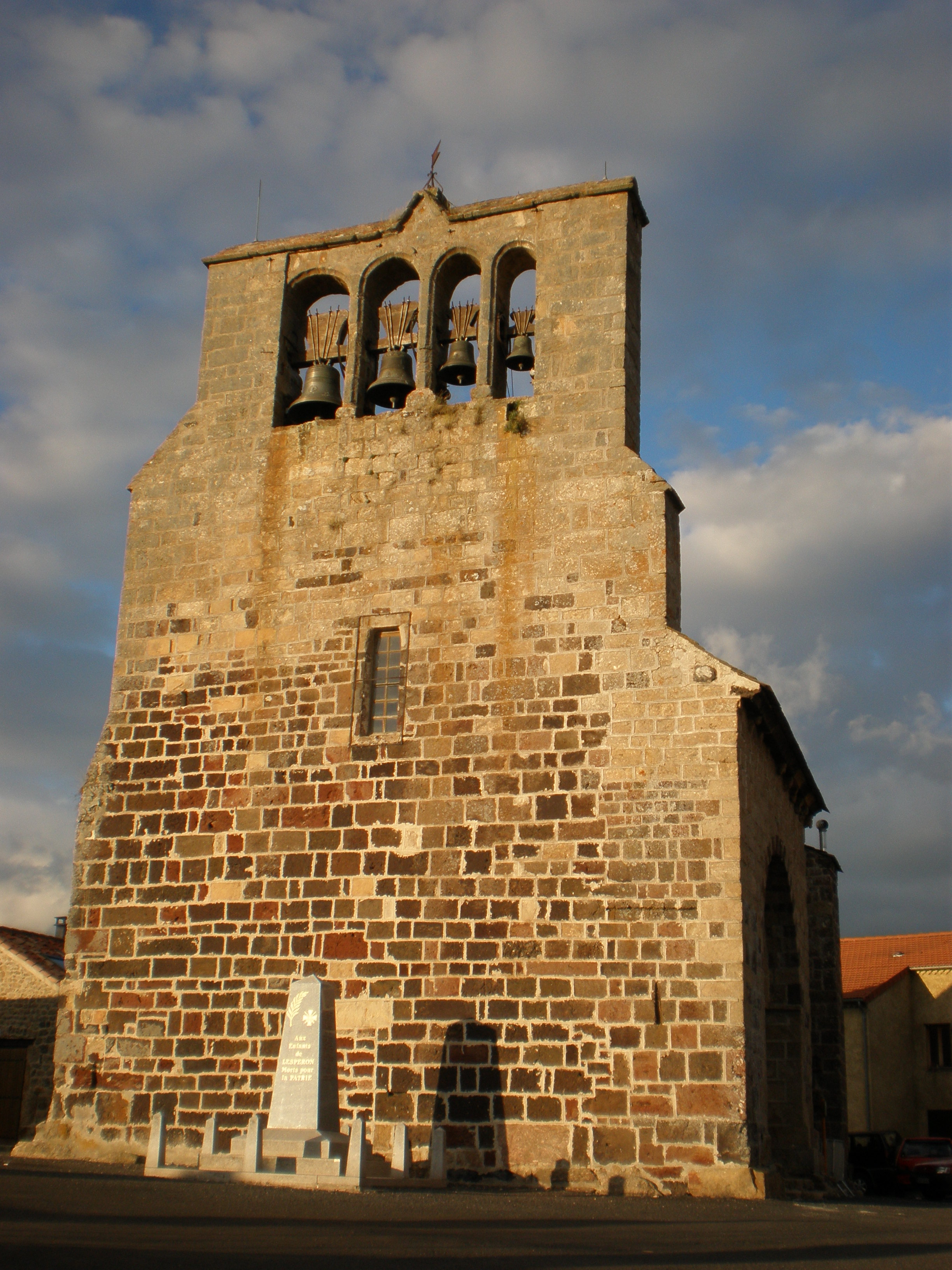
Kościół św. Hilarego (2008)

Lespéron – miejscowość i gmina we Francji, w regionie Owernia-Rodan-Alpy, w departamencie Ardèche.
Według danych na rok 1990 gminę zamieszkiwało 239 osób, a gęstość zaludnienia wynosiła 10 osób/km² (wśród 2880 gmin regionu Rodan-Alpy Lespéron plasuje się na 1389. miejscu pod względem liczby ludności, natomiast pod względem powierzchni na miejscu 366.).